# Mánd
Mánd község Szabolcs-Szatmár-Bereg vármegyében, a Fehérgyarmati járásban.

## Fekvése
A vármegye keleti részén fekszik, Fehérgyarmattól keletre.
Szomszédai: észak felől Kömörő, északkelet felől Fülesd, délkelet felől Nemesborzova, dél felől Nagyszekeres, nyugat felől pedig Penyige. Kelet felől Kisszekereshez tartozó külterületekkel határos, de maga a település távolabb esik tőle, dél-délkeleti irányban.
A legközelebbi szomszédja Nemesborzova, mely légvonalban kevesebb, mint 2, közúton körülbelül 3 kilométerre fekszik. Penyige 3,5, Fülesd 6 kilométer távolságra található, a legközelebbi város pedig a 7,5 kilométerre fekvő Fehérgyarmat.

### Megközelítése
A település északi részén áthalad a 491-es főút, ezért ez a legfontosabb közúti megközelítési útvonala Fehérgyarmat és az ország távolabbi részei, illetve Tiszabecs felől is. Főutcája a 491-estől Rozsályig húzódó 4132-es út, az köti össze a tőle keletebbre fekvő környező településekkel.
Déli határszélén húzódik a Nyíregyháza–Mátészalka–Zajta-vasútvonal egy szakasza, de megállási pontja ott nincs; a legközelebbi vasúti csatlakozási lehetőség Penyige vasútállomás, közúton körülbelül 4 kilométerre nyugatra.

## Története
Mánd nevét az oklevelek 1345-ben említik először, ekkor a Mándy család tulajdona volt.
1528-ban János király[forrás?] Almássy Ádámnak, Mándy Ambrusnak, Benedeknek, Bernáthnak, Györgynek, és Jánosnak; Márton Gergelynek és Albertnek, Mándy Csányi Istvánnak, Csompáz Györgynek, Mándy Szabó Péternek, Uray Simonnak és Chéke Andrásnak új királyi adománylevelet ad mándi birtokaikra.
Mánd település a fent említett családok és örököseik birtokában maradt egészen a XVII. század végéig.
1755-ben Mándy János, Márton Miklós és István Csepelyi Miklós, János Mihály, Ferenc, László, és Albert és Balla István
ismét új adományt kapott birtokaikra. Mellettük még a Kovács, Nagy, Lóránth, Tyukody, Fábián, Dancs családok voltak benne birtokosok.
A 19. század első felében az Ari, Csepelyi, Márton, Farkas, Fábián, Józsa, és Vállyi családok s földesurai.

## Közélete

### Polgármesterei
- 1990–1991: Nagy Gusztáv (független)[3][4]
- 1992–1994: Szabó Ferenc (független)[5]
- 1994–1998: Varga Lajos (MSZP)[6][7]
- 1998–2002: Varga Lajos (MSZP)[8][9]
- 2002–2006: Varga Lajos (MSZP)[10][11]
- 2006–2010: Varga Lajos (MSZP)[12][13]
- 2010–2014: Nagy Attila (független)[14]
- 2014–2019: Czáder Zsolt (független)[15][16]
- 2019–2024: Czáder Zsolt (független)[17]
- 2024– : Nagy Norbert (független)[1]

## Népesség
A település népességének változása:
| Lakosok száma | 254  | 266  | 276  | 266  | 263  | 263  | 270  |
|               | 2013 | 2014 | 2015 | 2021 | 2022 | 2023 | 2024 |

2001-ben a település lakosságának 96%-a magyar, 4%-a cigány nemzetiségűnek vallotta magát.
A 2011-es népszámlálás során a lakosok 98%-a magyarnak, 2,4% cigánynak, 0,4% ukránnak mondta magát (2% nem nyilatkozott; a kettős identitások miatt a végösszeg nagyobb lehet 100%-nál). A vallási megoszlás a következő volt: római katolikus 4%, református 80,6%, görögkatolikus 2,8%, felekezeten kívüli 10,1% (2,4% nem válaszolt).
2022-ben a lakosság 93,2%-a vallotta magát magyarnak, 2,3% ukránnak, 0,4% románnak, 0,4% cigánynak, 0,4% egyéb, nem hazai nemzetiségűnek (6,8% nem nyilatkozott; a kettős identitások miatt a végösszeg nagyobb lehet 100%-nál). Vallásuk szerint 4,2% volt római katolikus, 73% református, 4,2% görög katolikus, 2,7% felekezeten kívüli (15,6% nem válaszolt).

## Nevezetességek
- Református templom - 1787-ben épült.